# James Squair
James Squair (né à Londres en 1881 et mort à une date inconnue) était un joueur de football anglais, qui évoluait au poste d'attaquant.

## Biographie
James Squair (appelé parfois Squire) le second attaquant, commence à jouer au football sur son île en Grande-Bretagne dans le club du Newcastle FC, à l'instar de son coéquipier écossais Jack Diment.
À un peu plus de vingt ans, il part travailler en Europe, au départ comme simple employé en Italie. Il continue alors à jouer au football, alors en pleine expansion en Europe, et arrive en 1905 dans le club turinois du Foot-Ball Club Juventus avec Diment.
Il reste dans le club du Piémont jusqu'en 1907 (totalisant dix matchs, une saison à l'époque ne durant que quelques matchs), et est principalement connu pour son rôle joué lors de l'obtention du Scudetto de l'équipe en 1905 (Prima Categoria 1905), premier titre officiel du joueur et du club. Lors de la saison, il inscrit même un but lors d'un match de phase de championnat, lors d'une victoire 4-1 sur l'US Milanese.
Lors des saisons italiennes de 1908 et 1909, James Squair et son coéquipier écossais Jack Diment partent jouer pour le club rival local de la Juve du Foot-Ball Club Torino (club créé par le président de la Juve Alfred Dick qui quitte le club à la suite d'une dissidence avec la Vieille Dame), où ils rejoignent leur ancien président Alfred Dick. Avec les granata, il ne joue seulement que des matchs amicaux à cause de l'autosuspension du club pour n'avoir pas respecté les règles de la FIF de ne pas faire jouer les joueurs étrangers.

## Palmarès
Juventus
- Championnat d'Italie (1) :
  - Champion : 1905.
  - Vice-champion : 1906.